# Монгольский арат
Эскадрилья «Монгольский арат» (монг. «Монгол ард» нисэх онгоцны эскадриль), по официальным документам 2-я истребительная авиационная эскадрилья «Монгольский арат» — именная истребительная эскадрилья ВВС СССР, сформированная в 1943 году на средства жителей Монгольской Народной Республики (МНР), участвовавшая в Великой Отечественной войне.

## Предыстория
22 июня 1941 Президиум ЦК МНРП, Совет Министров и Президиум Малого хурала МНР собрались на объединённое заседание, на котором заявили о поддержке СССР в Великой Отечественной войне. Помощь советским бойцам начали оказывать простые жители Монголии и рядовые солдаты Народной армии, прося об отправлении на фронт. Так, до начала контрнаступления под Москвой фронтовики получили огромный запас зимней одежды от МНР: по 15 тысяч полушубков, пар варежек и меховых жилетов на общую сумму более чем 1,8 млн тугриков. В январе 1942 года Малый хурал объявил об образовании танковой колонны «Революционная Монголия» и её передаче РККА. В том же году монголы отправили в феврале и ноябре ещё несколько поездов с продовольствием, зимней одеждой, а также несколько десятков тысяч коней для кавалерии.

## Строительство

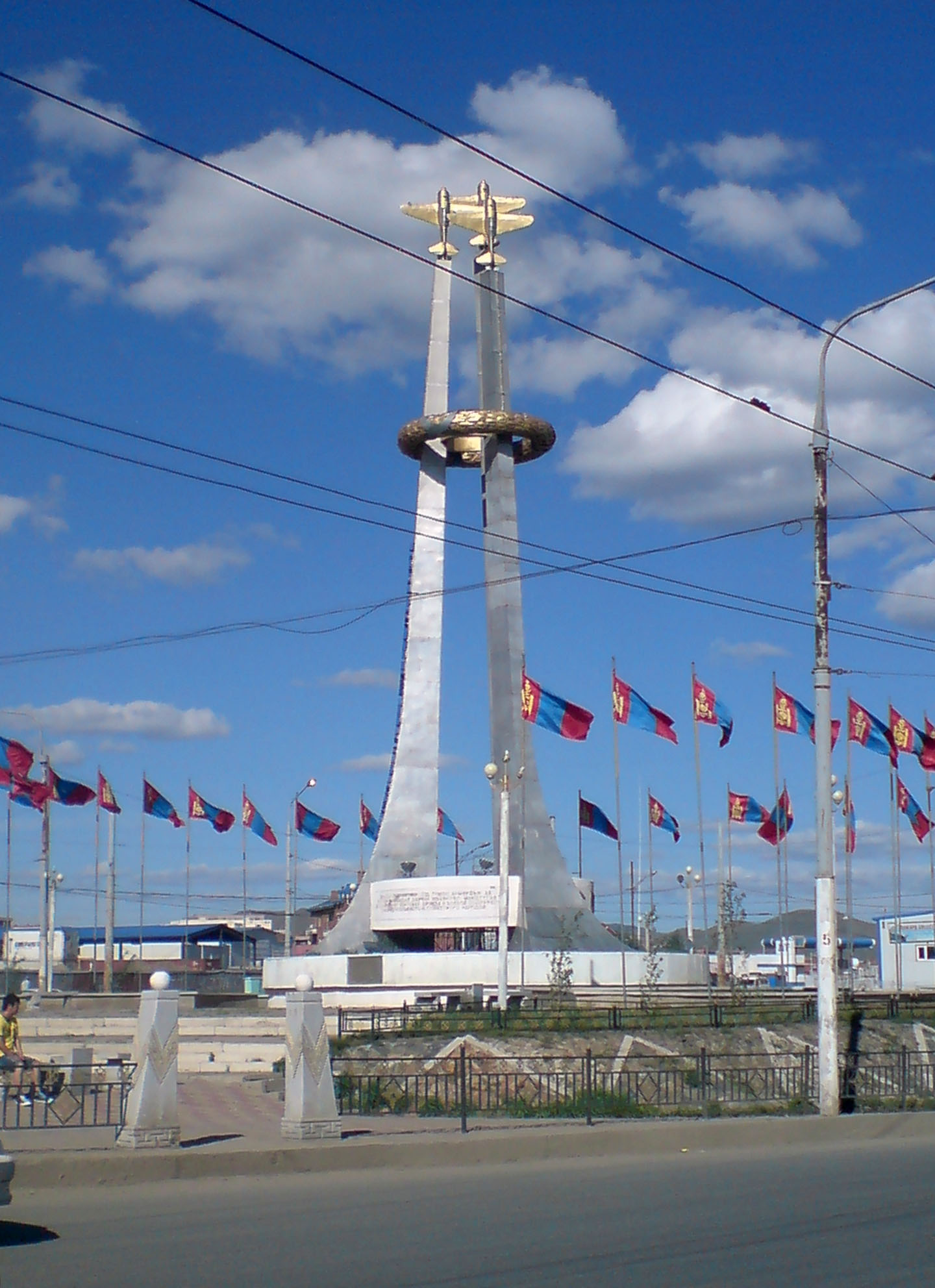
Памятник эскадрилье в Улан-Баторе.

В конце 1942 года Малый хурал принял решение о строительстве авиаэскадрильи «Монгольский арат» и передаче её в подарок ВВС ВС СССР. Название «Монгольский арат» свидетельствовало о том, что эскадрилья создается на всенародные средства. О своём решении Хурал известил СССР специальным посланием. Ежедневно монгольское правительство отправляло деньги СССР на строительство эскадрильи: маршал Хорлогийн Чойбалсан сообщал Иосифу Сталину о передаче средств и передавал пожелания монгольских трудящихся.
18 августа 1943 года после получения правительством СССР суммы в 2 миллиона тугриков (это произошло 31 июля) И. В. Сталин отблагодарил Чойбалсана в телеграмме, а посол СССР в Монголии сообщил Чойбалсану, что эскадрилья была построена, и выразил благодарность народу Монголии за оказанную помощь. 25 сентября 1943 эскадрилья была торжественно представлена 2-му гвардейскому полку 322-й истребительной авиационной дивизии: в её составе были 12 боевых самолётов Ла-5 с ярко-красной надписью «Монгольский арат» на фюзеляжах. Самолёты совершили парадный круг над аэродромом. Все лётчики заверили монгольский народ, что будут с честью и гордостью сражаться на подаренных боевых машинах.

## Боевой путь
Первым командиром эскадрильи стал гвардии капитан Н. П. Пушкин, Герой Советского Союза. В октябре 1943 года 2-й гвардейский авиаполк перебазировался на аэродром Слобода в 8 км к западу от города Демидов, недалеко от линии фронта. Тогда же эскадрилья приняла боевое крещение: первую победу в её составе одержал гвардии старший лейтенант Николай Зенькович, заместитель командира эскадрильи: 17 октября на высоте 8 тысяч метров им был сбит немецкий бомбардировщик-разведчик He-111 в 30 км за линией фронта. В тот же день гвардии лейтенант Тараненко на высоте 7 тысяч метров одержал также свою первую победу, сбив ещё один He-111, а гвардии лейтенант Непряхин от Витебска до Орши преследовал FW-189, где и сбил его. 25 октября 1943 за мужество и героизм, проявленные летчиками, полк был награждён орденом Красного Знамени.
В начале ноября 1943 года войска 1-го Прибалтийского фронта начали развивать Полоцко-Витебскую наступательную операцию. Эскадрилья «Монгольский арат» перебралась на аэродром Переволочье. По причине сильной облачности, туманов и снегопадов вылеты почти не проводились советскими солдатами, а немцы вообще избегали боя, что злило солдат. Тем не менее, 2-й гвардейский авиаполк продолжал выполнять задания, ведя разведку войск немцев и атакуя их колонны. Использовалась любая возможность для тренировки летного состава и боевого сколачивания звеньев. В ноябре 1943 года командир эскадрильи «Монгольский арат» гвардии капитан Н. П. Пушкин назначается заместителем командира полка по летной подготовке.
В декабре 1943 года на 2-ю годовщину образования 2-го гвардейского авиаполка прибыла делегация из МНР, которая встретилась с лётчиками эскадрильи «Монгольский арат». Те, в свою очередь, передали благодарственное письмо жителям МНР от имени гвардии майора А. П. Соболева, рассказав о своих подвигах во время войны. Его подписали Герои Советского Союза: А. П. Соболев, Н. П. Пушкин, А. И. Майоров.
31 декабря 1943 начальником Главного управления ВВС генерал-полковником авиации А. В. Никитиным, начальником штаба ВВС генерал-полковником авиации С. А. Худяковым и членом Военного совета ВВС генерал-лейтенантом авиации Н. С. Шимановым были приняты правительственная делегация МНР, делегации полка и эскадрильи «Монгольский арат»; на приёме орденом Красного знамени были награждены гвардейцы полка Г. Ф. Семикин, Н. П. Пушкин и А. И. Майоров. Также им были переданы ордена МНР для вручения лучшим командирам и лётчикам полка и эскадрильи.

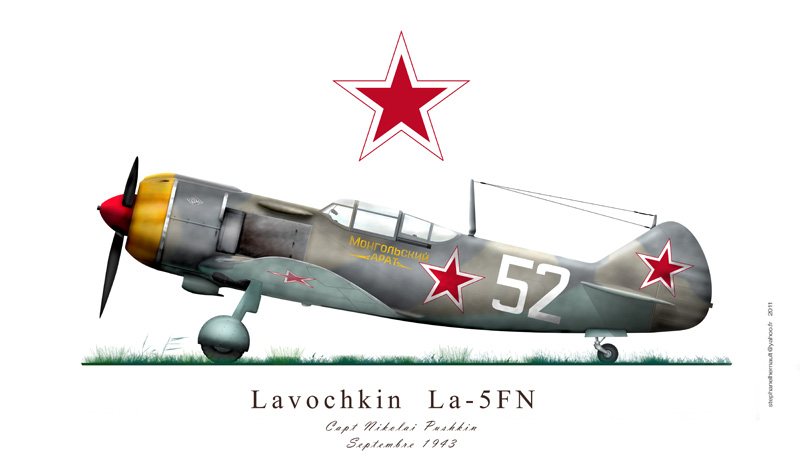
Ла-5 фн с надписью «Монгольский арат» на борту

Вскоре командование эскадрильей принял гвардии старший лейтенант, заместитель Н. П. Пушкина Н. Я. Зенькович, у которого было уже 97 боевых вылетов, 17 личных побед и одна совместная победа. 31 декабря 1943 он получил орден Боевого Красного Знамени МНР за пять сбитых самолётов противника. Под командованием Зеньковича эскадрилья «Монгольский арат» произвела 388 боевых вылетов на самолетах Ла-5 и провела 92 воздушных боя, в которых было сбито 24 самолёта противника. Во время штурмовых ударов было уничтожено 5 самолётов на аэродромах противника, 52 автомобиля, 6 зенитных орудий, а также убито и ранено более 250 солдат и офицеров. В ходе 1944 года трудящиеся МНР продолжали собирать средства в фонд помощи Красной Армии, передав разрушенным хозяйствам более 40 тысяч овец и коз, а также 1211 голов крупного рогатого скота.
Иногда советские лётчики принимали бой против превосходящего по численности противника: командир звена эскадрильи, гвардии лейтенант М. Е. Рябцев весной 1944 года, отстав от группы при взлёте, направился на Ла-5 за линию фронта, где принял бой против двух FW-190. Благодаря манёвренности самолёта, М. Е. Рябцев сбил одного противника, второй же успел скрыться. В большинстве случаев советские лётчики и сами завязывали бои: звено гвардии старшего лейтенанта Владимира Тараненко 8 февраля 1944 в районе железной дороги Витебск — Бабушевск встретило группу немецких бомбардировщиков под прикрытием 6 истребителей FW-190 и в ходе воздушного боя вынудило бомбардировщиков сбросить весь смертельный груз на немецкую колонну. Последовательно было проведено 4 боя с FW-190, в ходе которого звено сбило девять немецких самолётов, не потеряв ни одного своего.
Во время операции «Багратион» эскадрилья прикрывала 125-й гвардейский бомбардировочный авиаполк. Её лётчиками было произведено 260 успешных боевых вылетов: в 61 воздушном бою лётчиками были сбиты 11 истребителей и 8 бомбардировщиков. Под командованием Зеньковича во всех заданиях на сопровождение самолётов Пе-2 и Ил-2 не было потери ни одного бомбардировщика и штурмовика. Впрочем, в случае любого повреждения авиаторы-механики быстро справлялись с любыми неполадками: по правилу техсостав эскадрильи не покидал стоянку, пока самолёт не был готов. Обеспечивали техническую безопасность самолётов техники Е. Н. Медяник, В. П. Грачев, Д. Е. Милютиков, А. Ф. Шмельков и В. И. Кузнецов. В боях за Витебск лётчики эскадрильи уничтожили 30 автомашин с войсками и грузами противника, одну зенитную батарею, а также вывели из строя паровоз.
В августе 1944 года войска 3-го Белорусского фронта вышли на подступы к Восточной Пруссии, где начали готовиться к наступлению. Эскадрилья «Монгольский арат» отличилась и там: 2 августа 1944 заместитель командира эскадрильи П. М. Непряхин и командир звена эскадрильи Г. И. Бессолицын как лидеры своих пар отправились на разведку аэродромов Гумбинен, Инстенбург и Пилькаллен: там же Непряхин сбил один из немецких «фоккеров». Разведчиками было обнаружено 50 самолётов He-111 и FW-190. После сообщения сведений, командование полка в 10:30 отправило 24 самолёта Ла-5 во главе с гвардии подполковником Г. А. Лобовым и гвардии майором А. П. Соболевым. Самолёты сбросили зажигательные бомбы и уничтожили целиком весь авиапарк на аэродромах. Попутно был сбит подлетевший к аэродрому Ju-52 старшим лётчиком Б. М. Ожогиным. 5 августа 1944 свою крупную победу одержал мастер воздушных боёв, лейтенант Анатолий Давыдов: встретившись с 20 «юнкерсами», он сумел уйти от их группы и при помощи ведомого младшего лейтенанта Анатолия Дюльдина сбил два «юнкерса» и один «фокке-вульф». 15 августа 1944 Дюльдин направил горящий самолёт в колонну немецких танков и автомобилей: лётчик погиб, но уничтожил колонну.
По итогам Белорусской наступательной операции лётчики 2-го гвардейского полка, в том числе эскадрильи «Монгольский арат», проявили себя как нельзя лучше в небе Белоруссии и Литвы, сбив 18 самолётов противника и уничтожив большое количество вражеской техники и живой силы. 5 сентября 1944 Н. Я. Зенькович был награждён орденом Красного Знамени за умелое руководство подчинённым ему составом. Вскоре 2-й гвардейский авиаполк перебрался на аэродром Олешицы северо-западнее Львова. Летом-осенью 1944 года Советская Армия освободила всю территорию СССР от немецко-фашистских захватчиков, а войска 1-го Украинского фронта уже очутились на территории Польши. Преемником Зеньковича стал капитан И. Т. Кошелев. Помощь эскадрилье оказывали не только монгольские трудящиеся, но и золотоискатели Сибири, на чьи средства был построен самолёт «Шилкинский старатель», врученный гвардии майору А. П. Соболеву. Осенью 1944 года начались новые учения в полку и эскадрилье, обучаясь способам ведения боя в паре, звеном и эскадрильей, а также отшлифовывая вертикальный манёвр, в котором Ла-7 превосходил немцев. Занятиями руководили командир полка А. П. Соболев, штурман полка капитан В. Н. Подлипенский, помощник командира полка по воздушнострелковой службе капитан Н. Я. Зенькович и командиры эскадрилий. В рамках подготовки к дальнейшему наступлению в Польше и Германии в полк был командирован главный инженер корпуса полковник Д. К. Бугров, который, бывая в частях 322-й авиадивизии, регулярно осматривал самолёты эскадрильи «Монгольский арат» и много общался с техниками и лётчиками.
К 12 января 1945 перед началом полномасштабного наступления весь личный состав полка занял свои места: заместитель командира полка по политической подготовке гвардии майор Г. Ф. Семикин довёл до сведения лётчиков, что Советской Армии предстоит освободить оккупированные немцами страны и разгромить фашистов в Берлине. Под гвардейским Знаменем личный состав дал клятву сделать всё возможное для победы над захватчиками. Утром 16 января 1945 старший лейтенант М. Е. Рябцев был вызван командиром дивизии как лучший воздушный разведчик и получил задание заняться разведкой немецких аэродромов, но не атаковать их, а докладывать дивизии по радио. Вскоре последовал приказ атаковать аэродром Заган: ударную группу возглавил командир эскадрильи, капитан И. Т. Кошелев, группу прикрытия повел командир 1-й эскадрильи капитан П. Я. Марченко. Общее руководство взял на себя подполковник А. П. Соболев. На аэродроме Заган лётчики обнаружили от 60 до 70 самолётов различных типов и около девяти бомбардировщиков Ju-87, ждавших истребителей прикрытия. Самолётами эскадрильи были сброшены бомбы на стоянку и склад горючего. Возникший пожар уничтожил огромное количество самолётов, а сами лётчики ввязались в бой с прибывшими истребителями прикрытия и вышли без потерь, сбив три Ju-87 и три FW-190. 18 января 1945 дивизия и два полка перебазировались на аэродром Гошковицы, где снова им пришлось ввязаться в бой в трудных погодных условиях. В течение всей ночи управление дивизии, личный состав полков и батальон авиационного обслуживания отражали авианалёты, а утром прибыли танкисты, которые отбили атаку гитлеровцев.
В конце января — начале февраля в воздушных боях благодаря новой тактике (вылет двух-трёх звеньев и использование вертикального манёвра) лётчиками полка и эскадрильи «Монгольский арат» были уничтожены несколько десятков самолётов (из них на личный счёт эскадрильи пришлись восемь). Так, над городом Губен было подбито сразу 4 немецких самолёта, ещё 4, узнав о судьбе своих товарищей, срочно покинули район боя. 8 февраля 1945 началось наступление правого крыла 1-го Украинского фронта, известное как Нижне-Силезская операция. Под город Губен перебазировался весь 2-й гвардейский полк. В середине февраля над аэродромом Любен завязались ещё несколько крупных боёв с немцами, одним из свидетелей боя стал генерал-полковник С. А. Красовский: дежурное звено эскадрильи «Монгольский арат» в составе старшего лейтенанта М. Е. Рябцева, младшего лейтенанта А. И. Хмарского, лейтенанта Г. В. Уткина и младшего лейтенанта П. М. Харитонова обороняло аэродром, ведя бой против четвёрки истребителей. Уткин лично сбил один «фокке-вульф». Командир эскадрильи, капитан И. Т. Кошелев за 58 успешных боевых вылетов, три воздушные победы, уничтожение самолётов на аэродроме Заган был награждён орденом Красного Знамени. На основании того же приказа был награждён орденом Красного Знамени старший лейтенант М. Е. Рябцев за 23 успешных боевых вылета и 4 воздушные победы, а авиационный механик гвардии старшина Е. Н. Медляк был награждён орденом Красной Звезды за успешное обслуживание 257 боевых вылетов.
В начале апреля 1945 года в штаб дивизии поступила телеграмма, согласно которой из Монгольской Народной Республики были присланы подарки и припасы для лётчиков эскадрильи «Монгольский арат». Продовольствие было передано в детские сады и ясли Москвы, а подарки направлены в полк. Делегация из МНР планировала прибыть в расположение эскадрильи, но успела посетить лишь танковую бригаду «Революционная Монголия», отправив лётчикам благодарственное письмо. 16 апреля 1945 началась Берлинская наступательная операция: лётчики эскадрильи совершали штурмовки аэродромов под руководством майора А. И. Майорова. Так, в первый же день наступления была совершена успешная штурмовка аэродрома Ной-Вельцов, а также сбиты три истребителя противника. В дальнейшем в боях над Коттбусом, Алтитом и Деберном лётчики сбили 23 самолёта противника, но при этом эскадрилья потеряла 5 лётчиков. Поскольку на фронте появились реактивные истребители Ме-163 и Ме-262, лётчиков специально проинструктировали на случай боя с ними. На аэродроме Шлабиндорф советским лётчикам даже довелось изучить несколько реактивных истребителей, захваченных в качестве трофеев.
23 апреля 1945 на юге Берлина четыре Ла-7, которые вели капитан И. С. Скрыпник, лейтенант М. А. Арефьев, младшие лейтенанты Е. А. Шубин и А. М. Шеварев, ввязались в бой с девятью FW-190. В ходе боя были сбиты пять самолётов противника. Ещё одна четвёрка Ла-7 под командованием И. Т. Кошелева ввязалась в бой с четырьмя FW-190, сбив один самолёт. На следующий день, 24 апреля, лейтенант А. Л. Лиховидов был сбит из зенитного орудия, но, не желая попасть в плен, направил горящую машину на зенитную батарею и уничтожил орудие и несколько солдат из его расчёта. 26 апреля А. И. Майоров был сбит также зенитным орудием, но посадил машину на пустыре. Он выжил, но повредил позвоночник, что не помешало ему дальше летать на боевые задания. Эскадрилья продолжала вылеты вплоть до капитуляции Германии.
17 мая 1945 лётчики совершили последний взлёт с аэродрома Гроссенхайн, направившись домой. День Победы они застали в Праге, где их встречали ликовавшие горожане, благодаря советских солдат за освобождение города.
За выдающиеся достижения эскадрилья была награждена орденами «За боевые заслуги» и Красного Знамени Монгольской Народной Республики. В столице МНР в честь эскадрильи установлен памятник.

### Участие в сражениях и битвах
- Брянская операция[1] — с 23 сентября 1943 года по 3 октября 1943 года
- Невельская наступательная операция[1] — с 6 октября 1943 года по 31 декабря 1943 года
- Городокская операция[1] — с 6 октября 1943 года по 31 декабря 1943 года
- Витебско-Оршанская операция — с 23 июня 1944 года по 28 июня 1944 года.
- Белорусская операция — с 23 июня 1944 года по 29 августа 1944 года.
- Сандомирско-Силезская операция[1] — с 12 января 1945 года по 23 февраля 1945 года.
- Берлинская наступательная операция[1] — с 16 апреля 1945 года по 8 мая 1945 года.
- Пражская операция — с 6 мая 1945 года по 11 мая 1945 года.

### Послевоенная история эскадрильи
На момент окончания Великой Отечественной войны эскадрилья базировалась на аэродроме Гроссенхайн (Германия), 1 июня 1945 г. перебазировалась на аэродром Кбелы (Чехословакия), а 22 августа 1945 г. — на аэродром Самбатель (Венгрия). 15 декабря 1945 г. в связи с расформированием 322-й истребительной авиадивизии полк вошёл в состав 8-й гвардейской истребительной авиационной Киевской Краснознамённой ордена Богдана Хмельницкого дивизии и перебазировался на аэродром Дьер (Венгрия), а 21 мая 1946 г. на аэродром Секешфехервар, в мае 1947 г. — на аэродром Кеньери. С июля по ноябрь 1947 г. полк перешёл с Ла-7 на Ла-9, полученные с завода № 21 в Горьком.
С 25 ноября 1947 г. по 10 января 1948 г. полк железнодорожным транспортом перебазировался из Венгрии в Советский Союз на аэродром Пирсагат в Азербайджане. Полк в составе 8-й гвардейской истребительной авиационной дивизией вошел в состав 5-го истребительного авиакорпуса 7-й воздушной армии Закавказского военного округа. В 1949 году полк был передан из ВВС в ПВО — в составе 174-й гвардейской истребительной авиадивизии 62-го истребительного авиакорпуса 42-й воздушной истребительной армии ПВО Бакинского района ПВО.
В 1950 году полк перешёл на реактивную технику, заменив Ла-9 на МиГ-15. 22 января 1952 г. полк перебазировался на аэродром Кызыл-Агач (Азербайджан), недалеко от иранской границы, и начал переучиваться на МиГ-17. 29 декабря 1967 г. 2-й гвардейский истребительный авиационный полк был переименован во 2-й гвардейский авиационный полк истребителей-бомбардировщиков и передан из Войск ПВО в ВВС в состав 34-й воздушной армии Краснознамённого Закавказского военного округа. На вооружении оставались МиГ-17. Эскадрилья «Монгольский арат» 3 июля 1968 года была выведена из состава 2-го гвардейского Оршанского авиаполка и под командованием капитана В. Черепанова была передана на аэродром Овруч Житомирской области в состав 266-го истребительно-бомбардировочного авиационного полка, входившего в состав 121-й Ростовской иад ПВО.
В марте 1968 года 266-й апиб был передан в состав 23-й ВА Забайкальского ВО (с передислокацией на монгольский аэродром Налайх), а 8 мая 1968 года одна авиаэскадрилья убыла в состав 2-го гвардейского апиб 34-й ВА. С прибытием в состав полка авиационной эскадрилья «Монгольский арат» постановлением Совета Министров СССР 266-му Краснознаменному апиб было присвоено почетное наименование «Имени Монгольской Народной Республики».
21 июля 1968 года, в воскресенье, 266-й ибап перелетел на аэродром Налайх. Первое время полк размещался и жил в палатках. С 1971 года в полк стали поступать МиГ-21ПФ и МиГ-21ПФМ, однако МиГ-17 продолжали эксплуатироваться. Затем к МиГ-21ПФМ добавились МиГ-21 БИС.
В 1968—1973 гг. на бортах 2-й эскадрильи «Монгольский арат» красной краской делали надпись «Монгольский арат».
В 1968 году в дни празднования 50-летия Вооруженных Сил СССР на юбилейный вечер дружбы в посольстве МНР в Москве наряду с участниками боев на Халхин-Голе (ветеранами войны с гитлеровской Германией и империалистической Японией) были приглашены бывшие командиры и летчики авиаэскадрильи «Монгольский арат».
В 1976 году полк переименован из 266-й истребительно-бомбардировочного авиационного Краснознаменного имени Монгольской Народной Республики полка в 266-й авиационный полк Краснознаменный истребителей-бомбардировщиков имени Монгольской Народной Республики.
К началу 1980 года 266-й апиб получил первые МиГ-23БМ (МиГ-27) из 236-го апиб (Градчаны). С 1980 года 1-я эскадрилья полка летала на МиГ-23БМ (МиГ-27), 2-я (Монгольский арат) и 3-я АЭ продолжали летать на МиГ-21. В этом же году в полк прибыла вторая партия МиГ-23БМ (МиГ-27) из Переяславки — 300-го апиб. Эскадрилья «Монгольский арат» получила новые Миг-27К в 1981—1982 гг. Старую технику в свою очередь передала в 58-й апиб.
В июне 1990 года 266-й апиб передислоцировался на аэродром Степь. На вооружении полка тогда находились, пожалуй, лучшие в мире истребители-бомбардировщики МиГ-27К. 1993 года, осенью того же года 266 апиб «Монгольский арат» также перешел на Су-25, сохранив именное наименование. В 1995 году 266-й авиаполк был переформирован в отдельный штурмовой авиационный Краснознамённый полк имени Монгольской Народной Республики. С этого момента эмблема эскадрильи — скачущий воин, перекочевала на штурмовики Су-25.
В 1998 году после переучивания личного состава на самолеты Су-25 полк был переформирован из «отдельного» в штурмовой и стал 266-м Краснознамённым штурмовым авиаполком имени Монгольской Народной Республики. В то же время истребительно-бомбардировочная авиация была ликвидирована, и все апИБы либо расформированы, либо переформированы в штурмовые (шап) или бомбардировочные (бап) полки, в зависимости от поступившей в них техники — Су-25 либо Су-24/Су-24М. 266 штурмовой авиационный полк включен в состав 21 сад 50-го гвардейского отдельного корпуса ВВС и ПВО Забайкальского военного округа. В этом же году 21 иад вошла в состав 14-й армии ВВС и ПВО Сибирского военного округа.
1 декабря 2010 года на основании указаний Генерального Штаба ВС России от 19 июня 2010 года и Директивы Главного Штаба ВВС от 12 августа 2010 года на Забайкальском военном аэродроме с. Домна была образована 412-я Авиационная база 2-го разряда с подчинением 3-му командованию ВВС и ПВО (штаб в г. Хабаровск). В состав нового формирования вошли личный состав и техника 120-го гвардейского иап, 266-го штурмового ап и 112-го отдельного вп, являвшиеся к тому моменту составными частями 320 АБ. С 1 декабря 2014 года 412-я авиационная база была переформирована в 120-й отдельный смешанный авиационный полк в составе которого и осталась вторая штурмовая эскадрилья, знаменитый «Монгольский арат», под командованием командира эскадрильи подполковника Дикун Э. В.